# Phaonia submontana
Phaonia submontana este o specie de muște din genul Phaonia, familia Muscidae, descrisă de Ma în anul 1992.
Este endemică în Shanxi. Conform Catalogue of Life specia Phaonia submontana nu are subspecii cunoscute.